# Elizabeth Maria von Thurn und Taxis
Elisabeth Maria Maximiliana von Thurn und Taxis (ur. 28 maja 1860 w Dreźnie; zm. 7 lutego 1881 w Ödenburgu), księżniczka Thurn und Taxis.

## Życie
Elżbieta Maria była drugą córką księcia Maksymiliana Antoniego Thurn und Taxis i jego żony księżnej Heleny Bawarskiej.
17 października 1877 w bawarskiej Ratyzbonie wyszła za mąż za Michała II (Miguela), księcia Bragança, jedynego syna króla Michała I Uzurpatora, i księżniczki Adelajdy Löwenstein-Wertheim-Rosenberg. Elżbieta zmarła w wieku 20 lat w Ödenburgu, krótko po urodzeniu trzeciego dziecka. Była pierwszą żoną Miguela, po jej śmierci wdowiec ożenił się w 1893 z Marią Teresą Löwenstein-Wertheim-Rosenberg (1870–1935).

## Dzieci
- książę Michał Bragança, książę Viseu (1878–1923)

∞ Anita Stewart
- książę Franciszek Józef Bragança (1879–1919)
- księżniczka Maria Teresa Bragança (1881–1945)

∞ książę Karol Ludwik von Thurn und Taxis